# Georg Thomas Rudhart
Georg Thomas Rudhart, ab 1858 Ritter von Rudhart, (aus Georg Thomas von Rudhart; * 27. März 1792 in Weismain; † 10. November 1860 in München) war ein deutscher Jurist, Historiker, Archivar und Hochschullehrer.

## Familie
Rudhart war ein Sohn des fürstbischöflich bambergischen Zoll- und Polizeikommissärs Franz Anton Rudhart und seiner Frau Rosina, geb. Fuchs. Ein Bruder war der bayerische Regierungspräsident und zeitweilige griechische Ministerpräsident Ignaz von Rudhart. Verheiratet war er seit 1829 mit Maria Therese, geb. Schumm. Aus der Ehe gingen zwei Töchter Maria Barbara (1831–1900) und Anna Maria (1832–1910) sowie der Sohn Franz Michael Rudhart hervor.

## Leben
Georg Thomas Rudhart studierte Rechtswissenschaften an den Universitäten Erlangen und Landshut. 1827 wurde er Professor am Lyzeum in Bamberg. Im September 1829 wurde er zur Aushilfe an das Staatsarchiv Bamberg berufen, trat seinen Dienst jedoch erst im März 1830 an. 1847 wurde er Professor der Geschichte an der Universität München. Vom 1. Mai 1849 bis zu seinem Tod war er Vorstand des Allgemeinen Reichsarchivs, später dessen Direktor, unter Beibehaltung seines Lehrstuhls für Geschichte in München. Rudhart war ordentliches Mitglied und Sekretär der Bayerischen Akademie der Wissenschaften. Georg Rudhart starb 1860 im Alter von 68 Jahren in München.

## Grabstätte

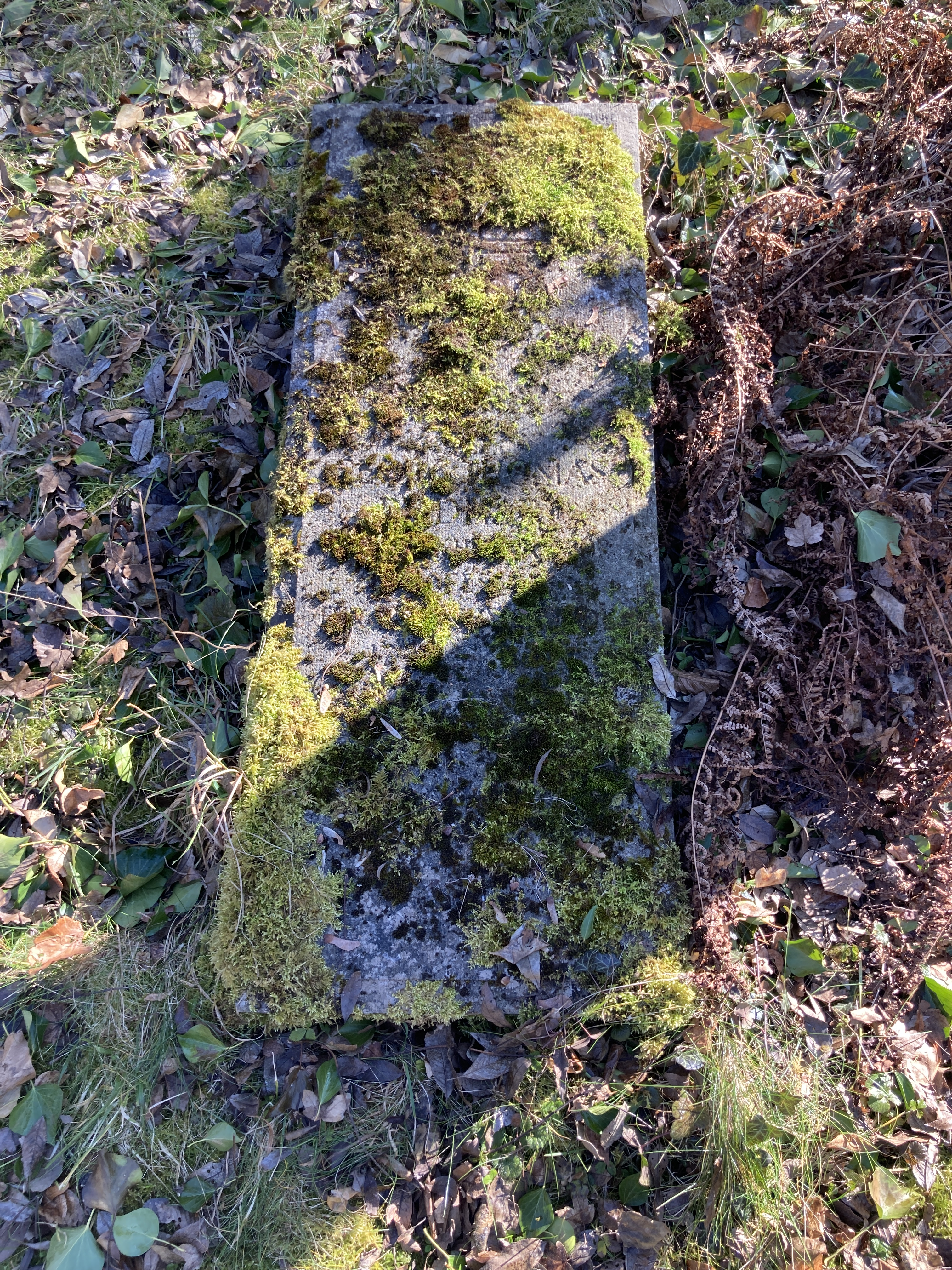
Grab von Georg Rudhart auf dem Alten Südlichen Friedhof in München

Die Grabstätte von Georg Rudhart befindet sich auf dem Alten Südlichen Friedhof in München (Gräberfeld 29 - Reihe 13 - Platz 14) Standort.

## Ehrungen
Rudhart erhielt 1852 das Ritterkreuz I. Klasse des Verdienstordens vom heiligen Michael verliehen. 1858 wurde ihm das Ritterkreuz des Verdienstordens der Bayerischen Krone verliehen. Damit war die Erhebung in den persönlichen Adel verbunden.

## Namensgeber für Straße
Nach Georg Rudhart und seinem Bruder Ignaz von Rudhart wurde 1947 in München im Stadtteil Allach-Untermenzing (Stadtbezirk 23 - Allach-Untermenzing) die Rudhartstraße benannt. Standort.

## Werke
- Thomas Morus. Aus den Quellen bearbeitet (Nürnberg 1829)